# 府中市郷土の森博物館
府中市郷土の森博物館（ふちゅうしきょうどのもりはくぶつかん）は、東京都府中市にある、多くの建築物を含む森全体が一体となった野外博物館である。多摩川の是政緑地（府中市郷土の森公園）に隣接した自然豊かな環境にあり、敷地面積は約14haである。
「府中の歴史と文化と人の調和に貢献すること」を館の使命とし、施設運営を行っている。
郷土資料の展示などをしている二階建ての本館を中核としてプラネタリウムを併設し、府中市域の江戸中期から昭和初期の建築物を移築復元して保存している。府中市は武蔵国の国府という中心地であったため遺跡が多く、それら市内遺跡からの出土品を展示している。昔の生活道具や農耕道具の展示と体験イベントを通じて当時の民俗を伝えている。
多摩川の砂利採掘跡を利用しており、はけ、小川、浅間山、梅園など、地形を再現し、それを生かした建物や田畑などと歴史と自然を楽しめるようになっている。
水平型関東最大級、ドーム径 23 m のプラネタリウムでも知られる（製造した五藤光学研究所は府中市内に本社を持つ）。自然の多い園内を活かし、天体観望会なども行われる。
常設展展示解説・復元建築物解説をはじめ、各種イベント等が活発に行われる。梅園では梅が収穫され、梅干・梅ジャム・梅羊羹・梅酢が製造販売されている。

## 施設
- 博物館本館 - 蔵をデザインとした。
  - 常設展示室
    - くらやみ祭
    - ムラのはじまり
    - 古代国府の誕生
    - 国府から府中へ
    - 宿場のにぎわい
    - 変わりゆく府中
    - 都市と緑と

  - 歳時記展
  - 企画展示室
  - 天文展示コーナー
    - FuchuからUchuへ。地域と宇宙のつながりを紹介。
    - 二十三夜塔
    - キャニオン・ディアブロ隕石（触れる隕石）

  - プラネタリウム　関東最大級となる23 m水平ドームに、2018年より導入されたハイブリッドプラネタリウム・ケイロンⅢによるおよそ1億個の星を映し出す。通常投映座席数187席。磁気ループによる補聴器の使用が可能。映像はレーザープロジェクターを複数台使用して高精細な全天周映像を投映できる。ハイブリッドプラネタリウム・ケイロンⅢ
- ふるさと体験館

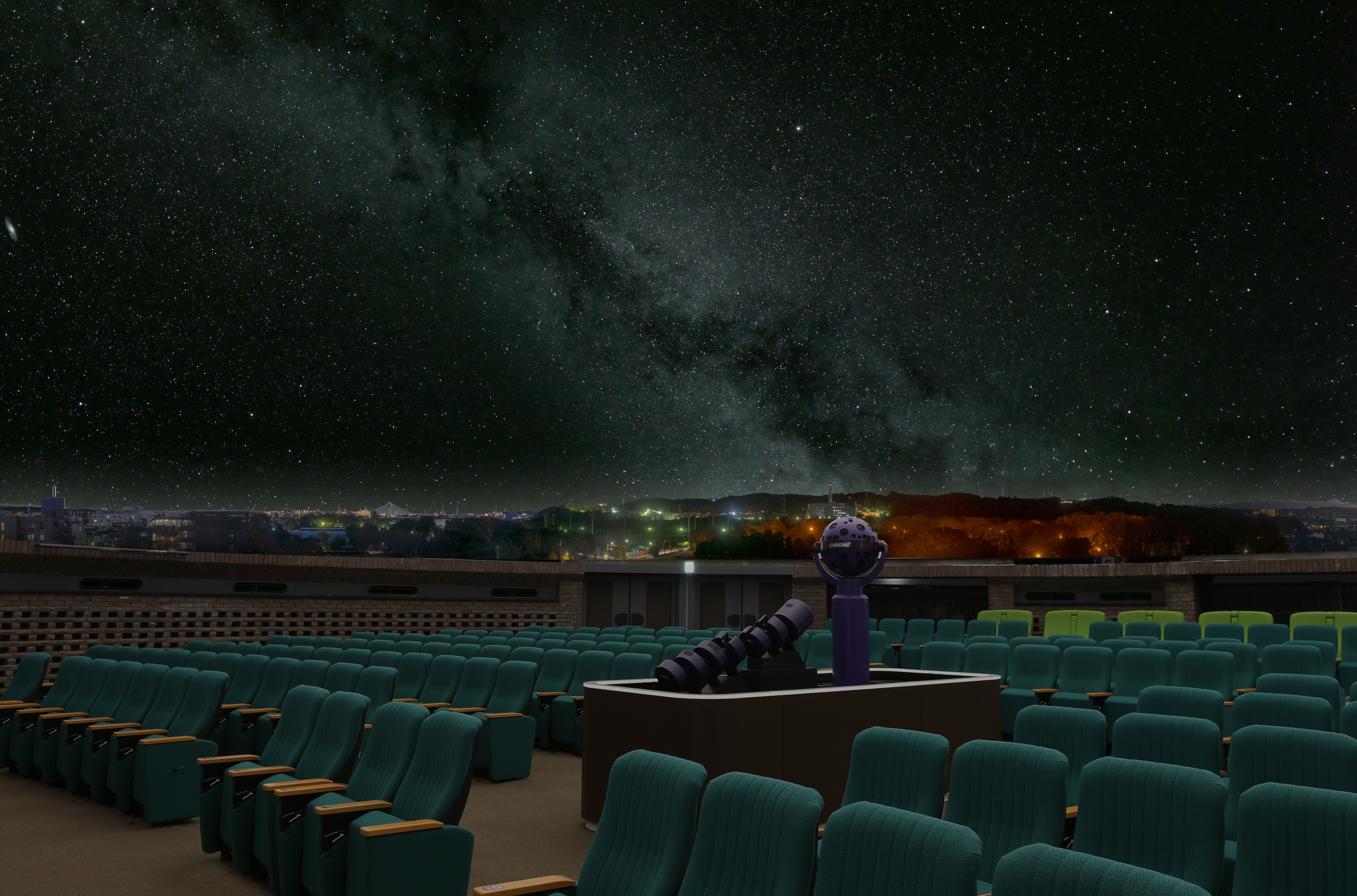
ハイブリッドプラネタリウム・ケイロンⅢ

- 村野四郎記念館 （旧校舎内に併設） - 府中ゆかりの詩人
- 雑木林
- 梅園 - 約60種、約1100本。（梅の花は市の花となっている。）
- 水田
- 滝
- 小川
- 水車
- 芝生広場
- 野外ステージ
- 水遊びの池
- 長屋門
- 縄文住居跡
- 売店・飲食店
  - 本館ミュージアムショップ
  - 博物館本館喫茶コーナー「森かふぇ」
  - 園内ハケ上売店
  - やすらぎ亭内ラーメンコーナー「天下一」
  - 水遊びの池前「虹の店」（不定休）
  - 府中市郷土の森物産館（府中市観光物産館）

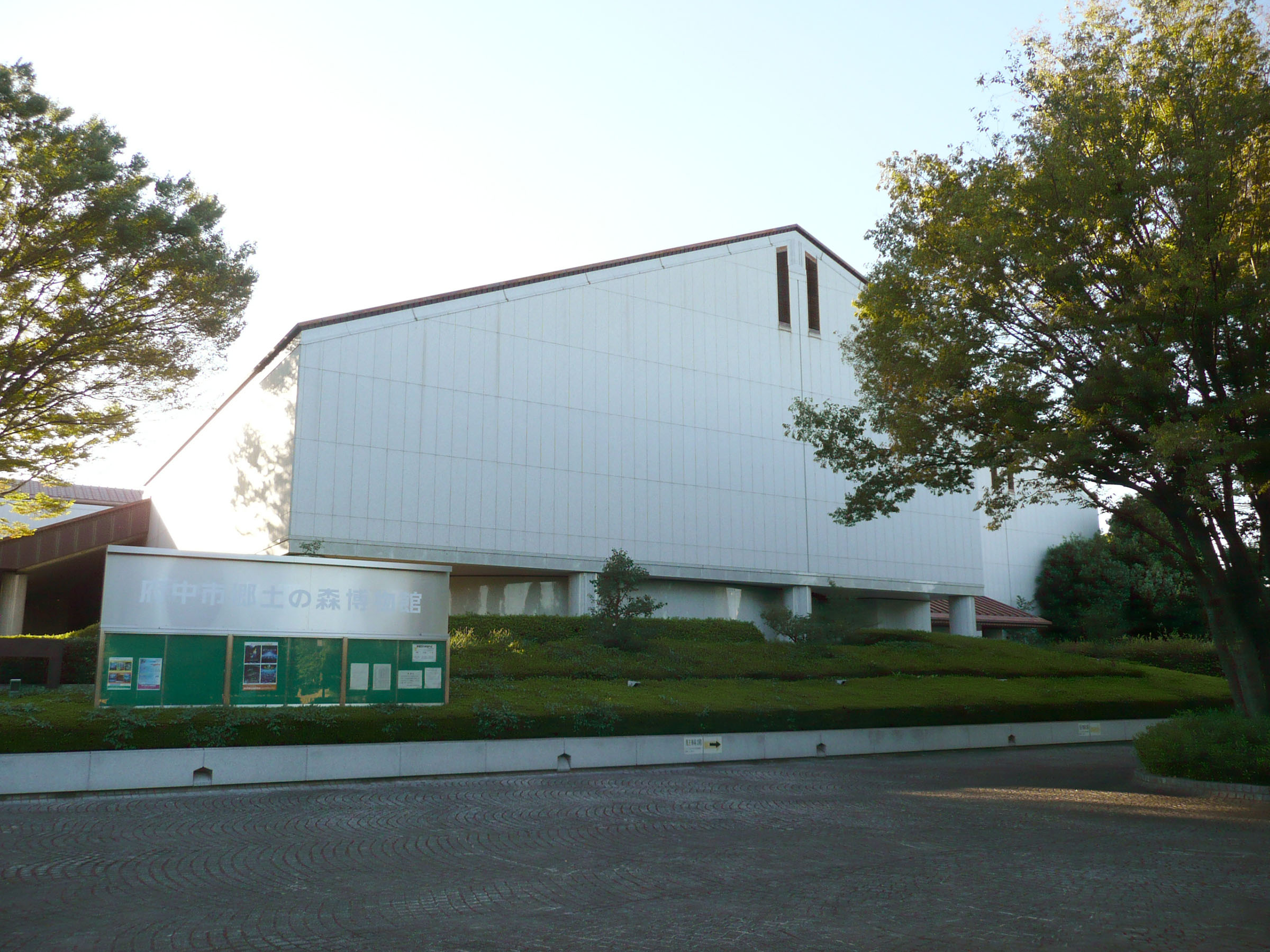
本館脇
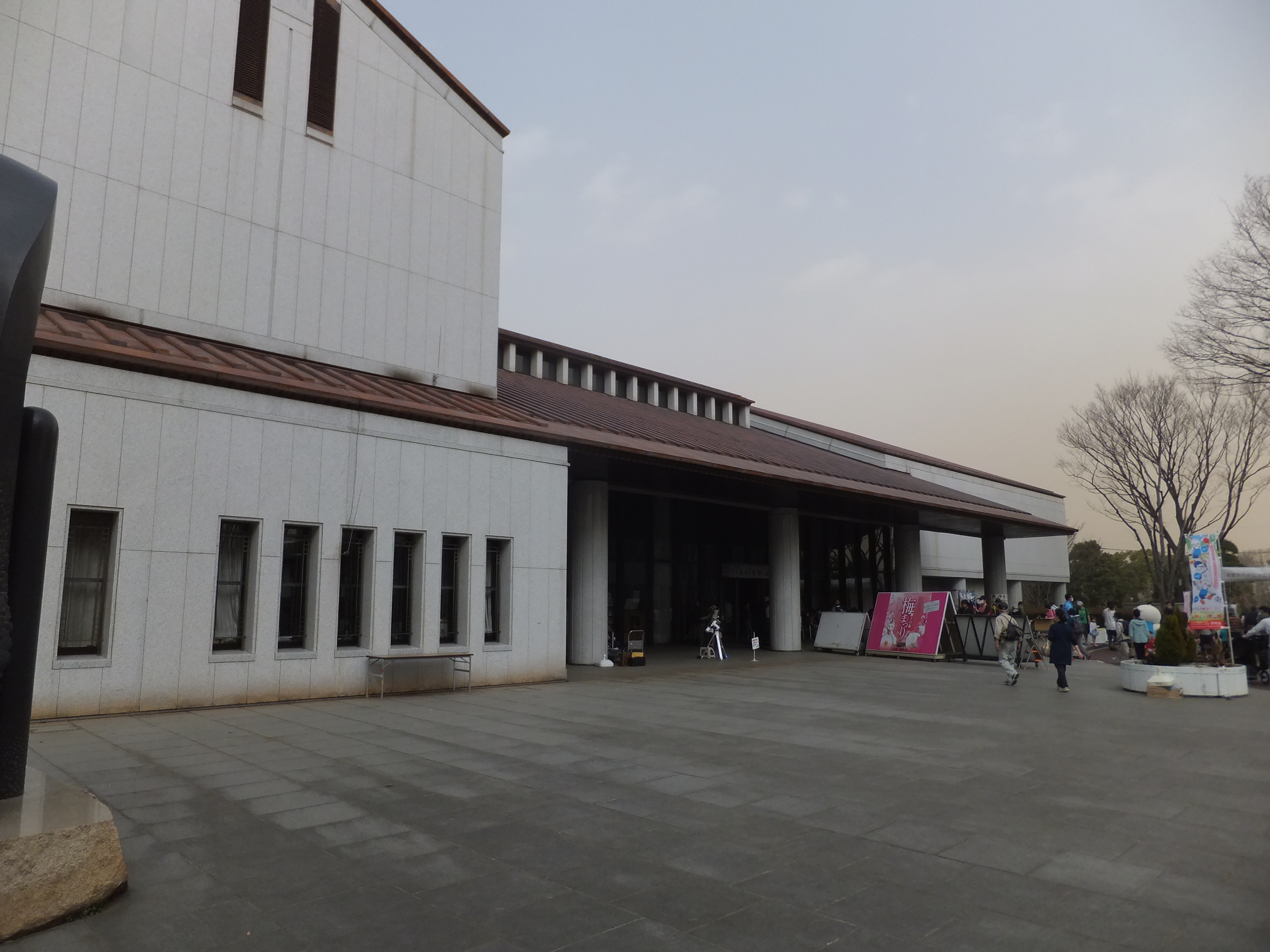
本館入口
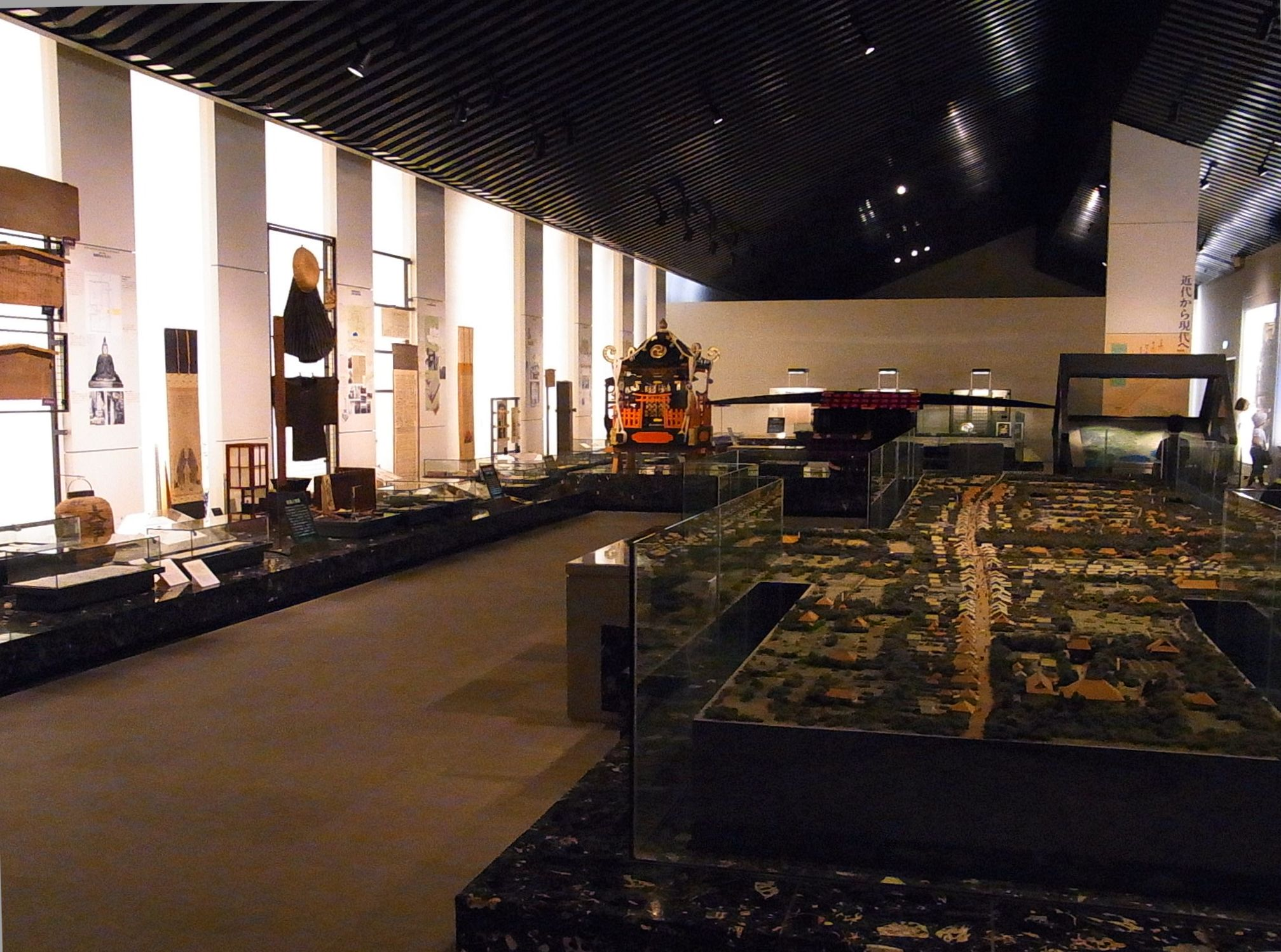
常設展示室（2010年8月31日撮影）
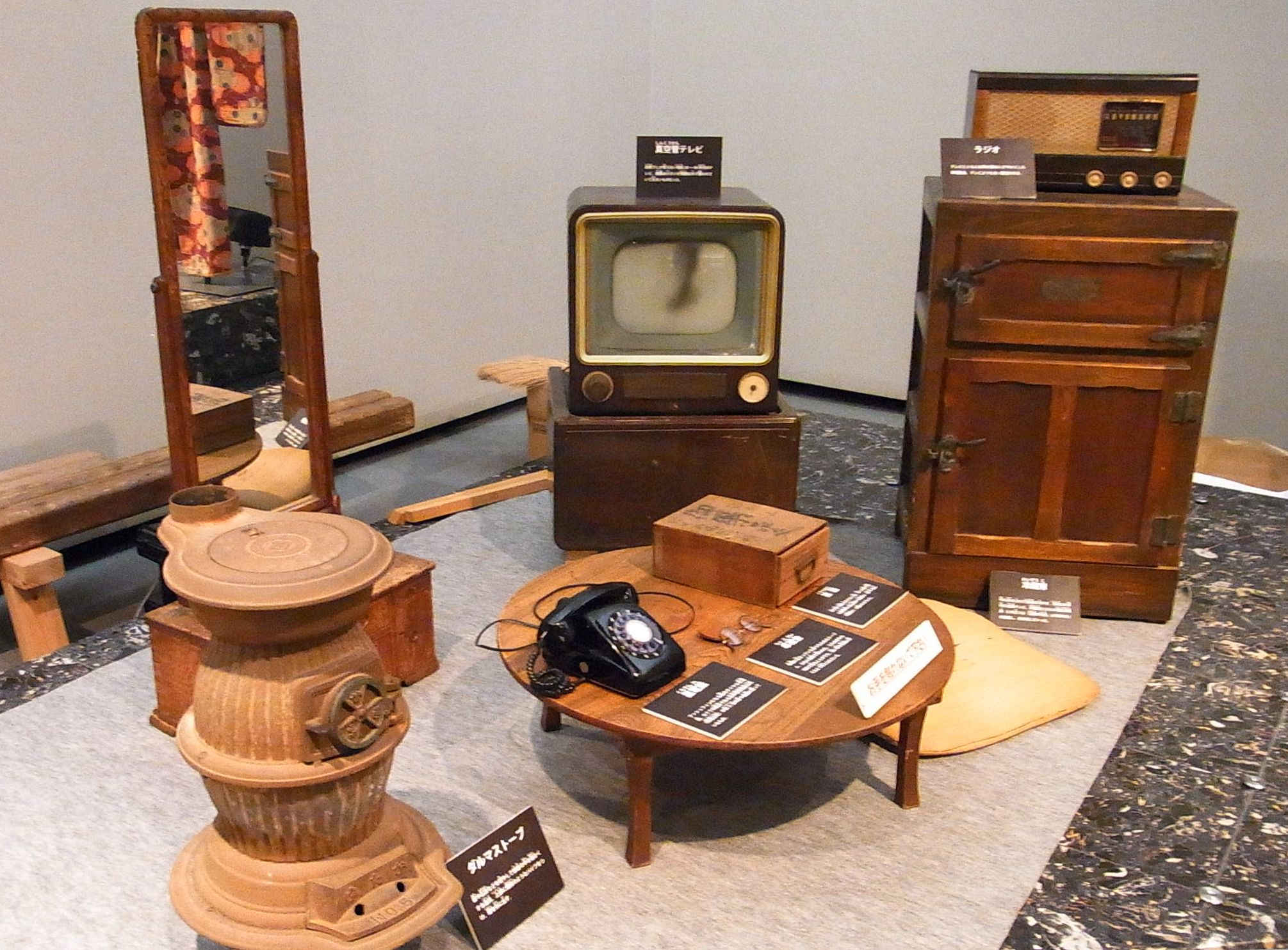
常設展示室（2010年8月31日撮影）
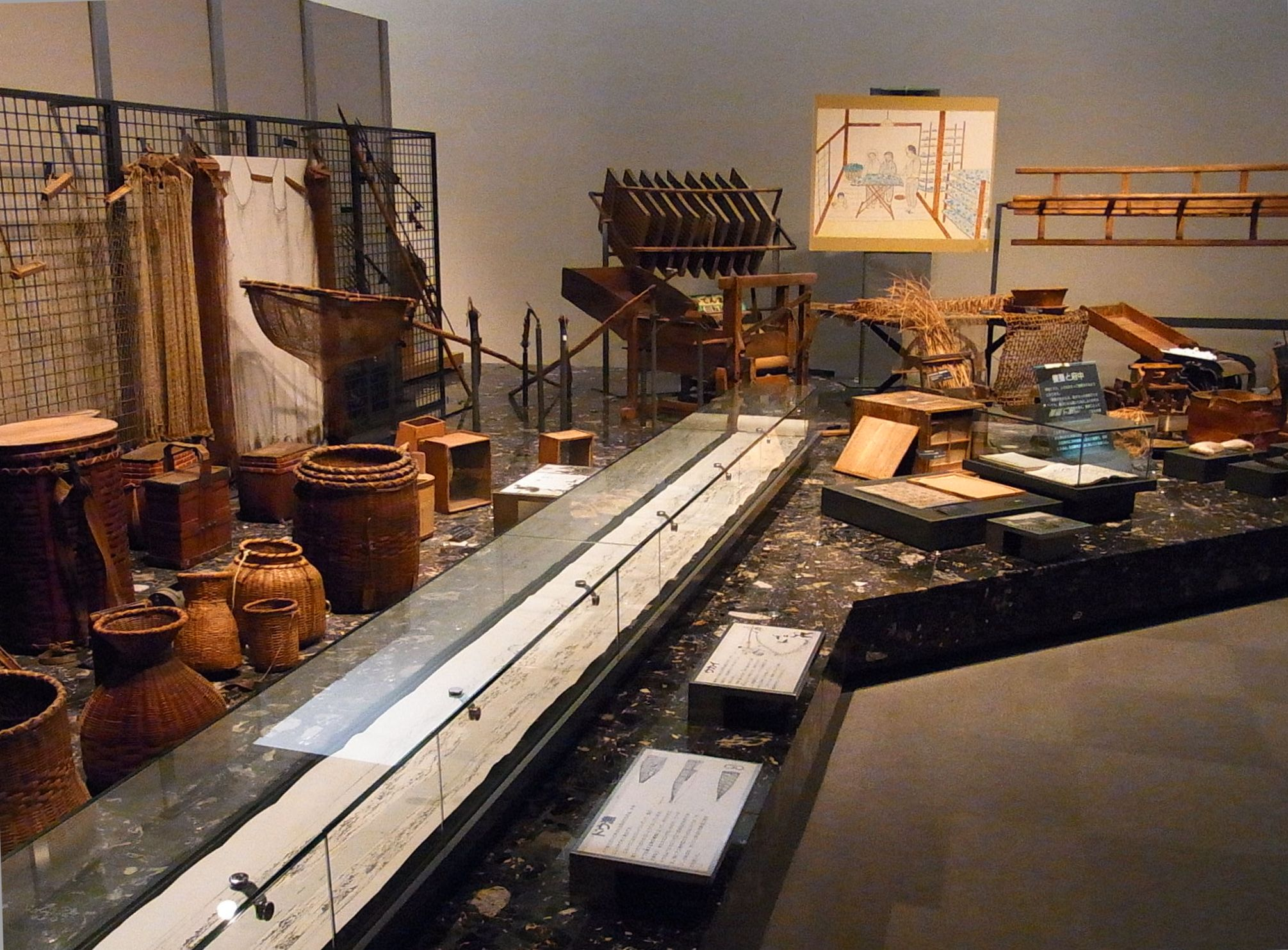
常設展示室（2010年8月31日撮影）
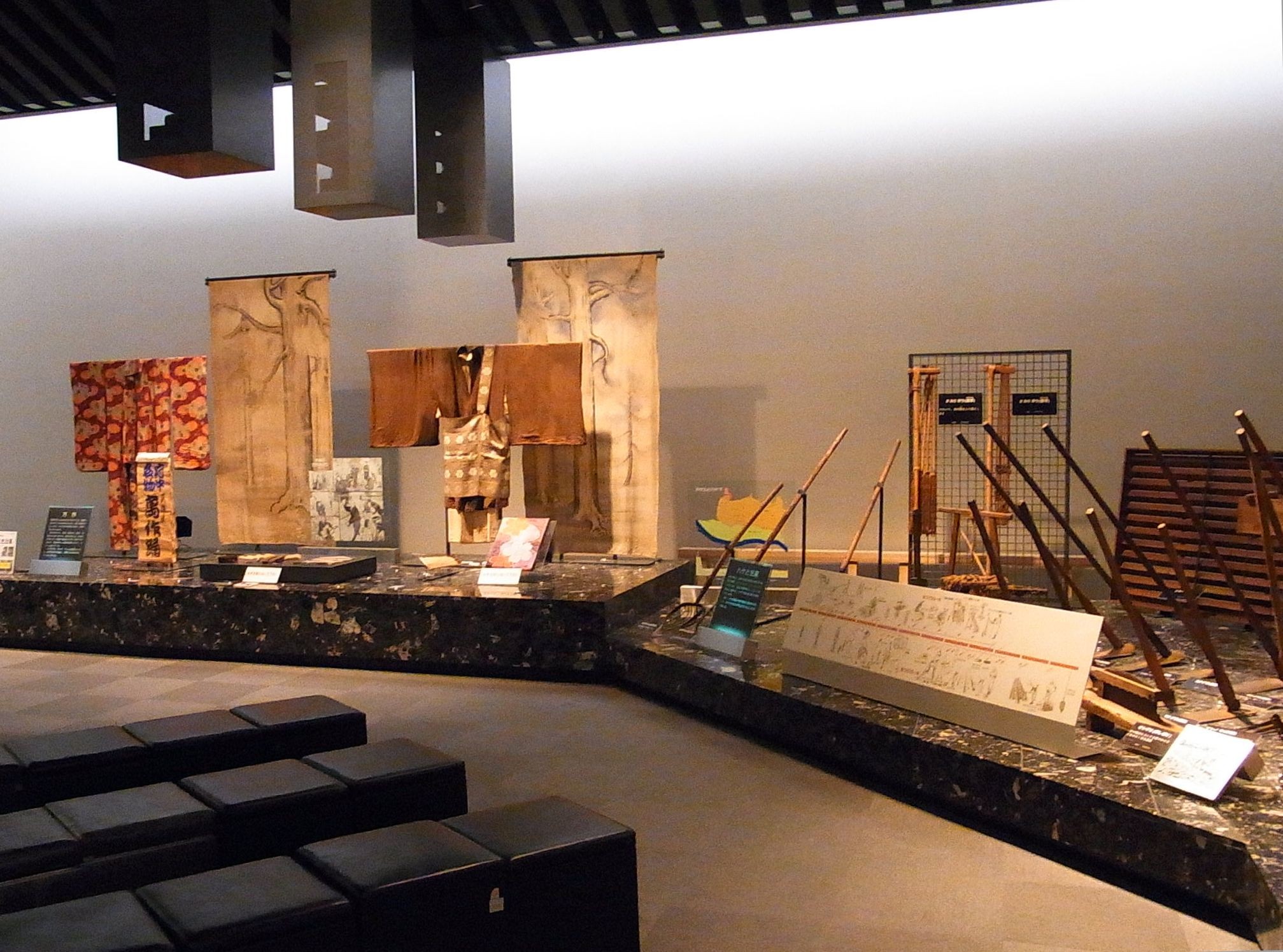
常設展示室（2010年8月31日撮影）

## 主な復元建築物

### 旧府中町立府中尋常高等小学校校舎
府中尋常小学校として建設された校舎で、その後府中市立府中第一小学校の校舎として1979年（昭和54年）まで使用された2階建ての木造瓦葺き校舎中央部分である玄関前後を移築復元している。この学校は北多摩郡最大級の規模であった。
- 建築年代 - 1935年（昭和10年）
- 旧所在地 - 東京都府中市寿町

### 旧府中町役場庁舎
大正時代の洋風建築が表された役場。玄関側はドーマーウィンドウをもつ洋風下見板張りの2階建て。裏手に和風の平屋が接続されている。
- 建築年代 - 1921年（大正10年）
- 旧所在地 - 東京都府中市宮西町
- 東京都指定有形文化財（建造物）

### 旧田中家住宅
幕末から明治期の呉服店で、府中宿の代表的な大店。明治天皇の「御座所」としても使われた奥座敷を移築し、当時の資料を基に屋敷全体を復元されたものである。
- 建築年代 - 明治初期
- 旧所在地 - 東京都府中市宮町

### 旧島田家住宅
江戸時代から続いた商家。移築に際しては建築当時の伝統的な工法を再現し、3年をかけて復元されたものである。
- 建築年代 - 1888年（明治21年）
- 旧所在地 - 東京都府中市宮町

### 旧府中郵便取扱所（旧矢島家住宅）
1872年（明治5年）に府中宿で最初に設置された郵便取扱所を復元。郵便制度が開始した翌年から、府中番場宿の名主兼問屋である矢島家が郵便を取り扱っていた。
- 建築年代 - 江戸後期
- 旧所在地 - 東京都府中市宮西町

### 旧河内家住宅
ハケ（武蔵野台地の立川崖線をいう）上の養蚕農家。養蚕が盛んだった明治後期の姿を復元したものである。
- 建築年代 - 江戸中期
- 旧所在地 - 東京都府中市若松町
- 府中市指定有形文化財

### 旧越智家住宅
典型的なハケ下の稲作農家。
- 建築年代 - 江戸後期
- 旧所在地 - 東京都府中市南町

### 旧三岡家長屋門
是政村名主三岡家分家の建築物であり、総塗り込め蔵造りの置屋根形式という珍しい形式の長屋門。
- 建築年代 - 1829年（文政12年）
- 旧所在地 - 東京都府中市是政
- 東京都指定有形文化財（建造物）

### まいまいず井戸
水汲み場までカタツムリの殻のように渦を巻く坂を左回りに降りていく巨大な井戸で、平安時代のまいまいず井戸の遺構を復元したもの。武蔵野台地で複数発見されており、これは市内の寿町で発掘されたもの。水位の低い土地における井戸の工夫を見ることができる。
- 建築年代 - 平安時代
- 旧所在地 - 東京都府中市寿町1-6

## 文化財

### 東京都指定文化財
- 有形文化財
  - 旧府中町役場庁舎（建造物） - 1987年（昭和62年）2月24日指定[3]。
  - 旧三岡家長屋門（建造物） - 1995年（平成7年）3月27日指定[3]。
  - 蓮華形磬（工芸品）	 - 所有者は妙光院、郷土の森博物館寄託。1964年（昭和39年）4月28日指定[3]。
  - 武蔵台遺跡23号住居跡出土品（考古資料） - 2014年（平成26年）3月25日指定[3]。

### 府中市指定文化財
- 有形文化財
  - 旧河内家住宅（建造物） - 1983年（昭和58年）5月27日指定[3]。
  - 鹿島神社懸仏（工芸品） - 所有者は是政三丁目西部自治会、郷土の森博物館寄託。1961年（昭和36年）2月23日指定[3]。
  - 天正8年の鰐口（工芸品） - 所有者は個人、郷土の森博物館寄託。1965年（昭和40年）3月11日指定[3]。
  - 北条氏照の書翰 2通（古文書） - 所有者は妙光院、郷土の森博物館寄託。1961年（昭和36年）2月23日指定[3]。
  - 文禄3年の検地帳（古文書） - 所有者は個人、郷土の森博物館寄託。1965年（昭和40年）3月11日指定[3]。
  - 天正18年の検地帳（古文書） - 所有者は個人、郷土の森博物館寄託。1965年（昭和40年）3月11日指定[3]。
  - 小田原北条免税朱印状 2通（考古資料） - 所有者は高安寺、郷土の森博物館寄託。1959年（昭和34年）12月11日指定[3]。
  - 建長4年の三所宮板碑（考古資料） - 所有者は個人、郷土の森博物館寄託。1961年（昭和36年）2月23日指定[3]。
  - 応永16年の法華経板碑（考古資料） - 所有者は個人、郷土の森博物館寄託。1961年（昭和36年）2月23日指定[3]。
  - 井田墓地内の板碑 33基（考古資料） - 所有者は個人、郷土の森博物館寄託。1961年（昭和36年）2月23日指定[3]。
  - 高倉古墳群出土銀象嵌大刀その他（考古資料） - 1994年（平成6年）2月25日指定[3]。
  - 長福寺出土の板碑群（考古資料） - 所有者は長福寺、郷土の森博物館寄託。1996年（平成8年）4月8日指定[3]。
  - 仏像を伴った中世甕棺墓出土一括品（考古資料） - 2001年（平成13年）10月30日指定[3]。
  - 国史跡武蔵府中熊野神社古墳出土銀象嵌鞘尻金具他一括品（考古資料） - 2006年（平成18年）5月29日指定[3]。
  - 文禄3年の幣束立（歴史資料） - 所有者は個人、郷土の森博物館寄託。1964年（昭和39年）1月9日指定[3]。

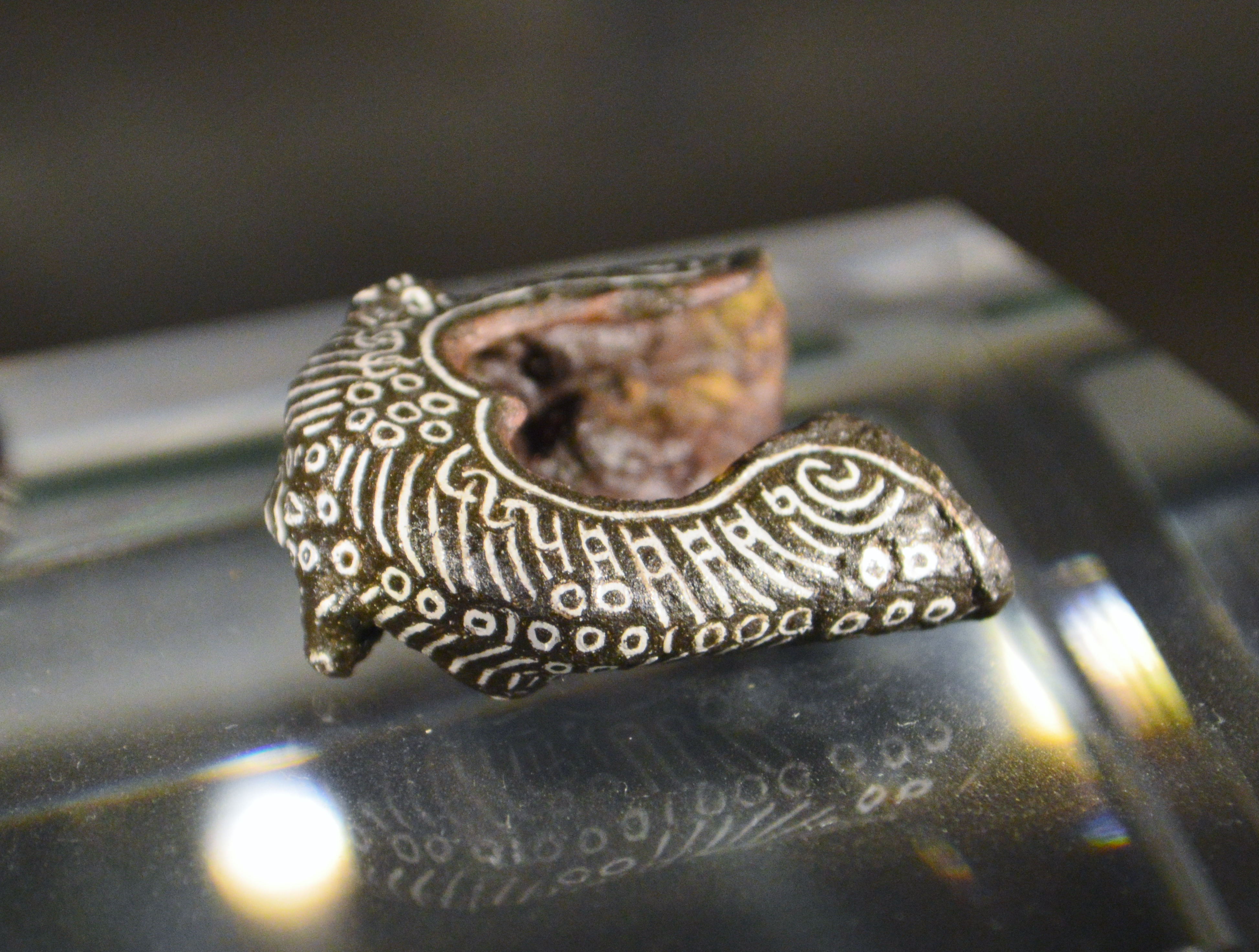
武蔵府中熊野神社古墳出土銀象嵌鞘尻金具（複製）

## ギャラリー

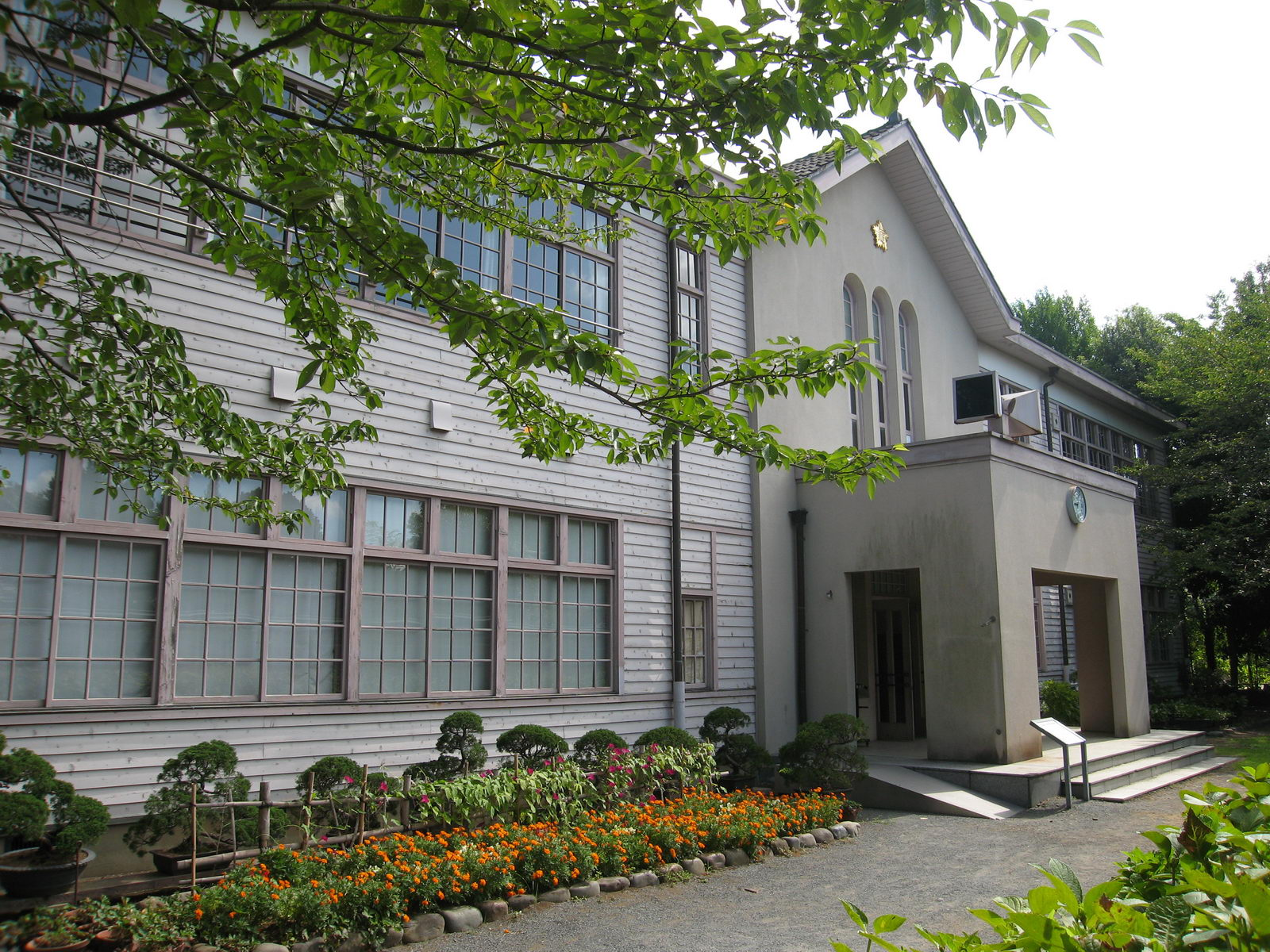
旧府中尋常高等小学校校舎（府中市立府中第一小学校の旧校舎）
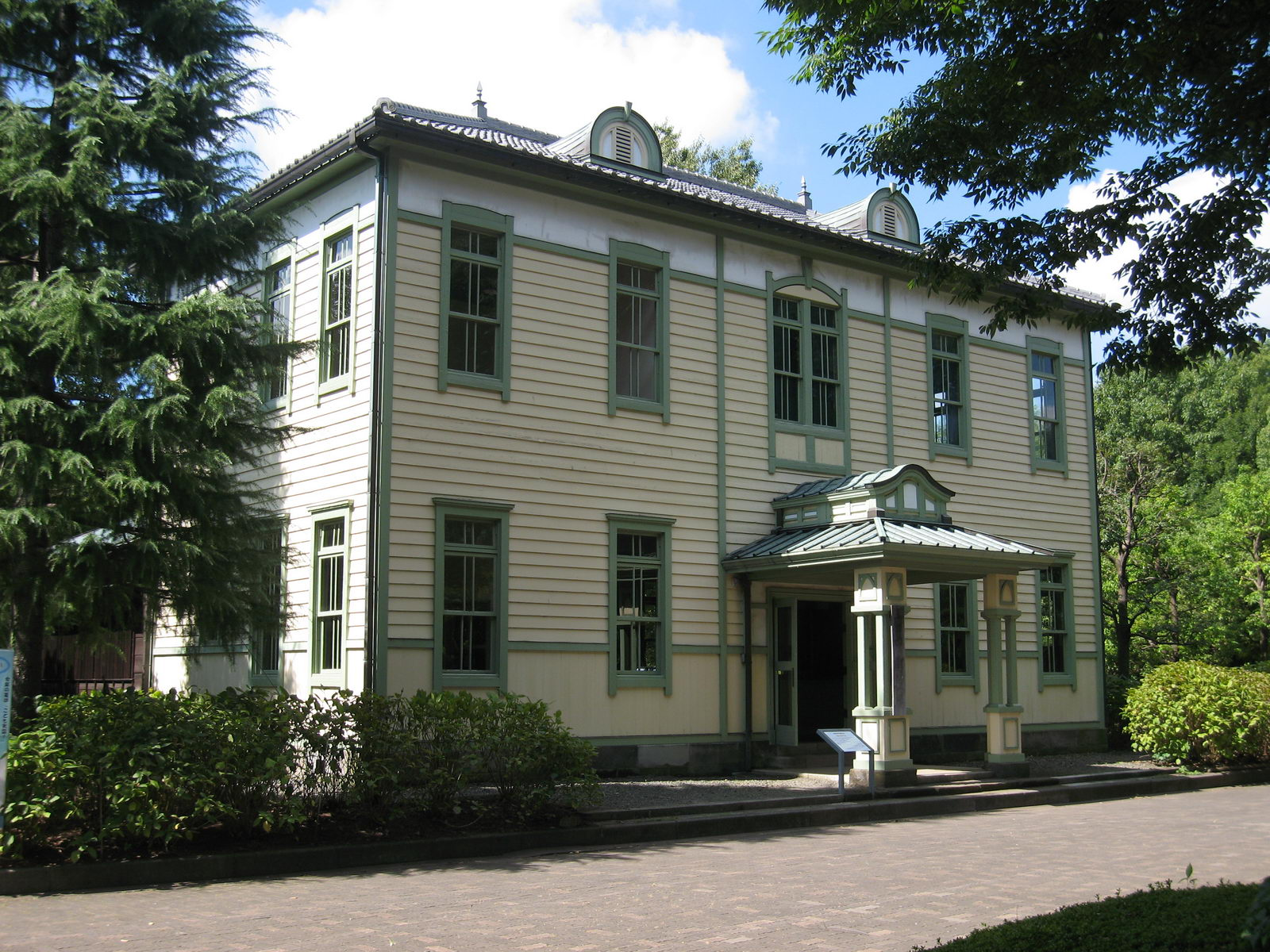
旧府中町役場庁舎
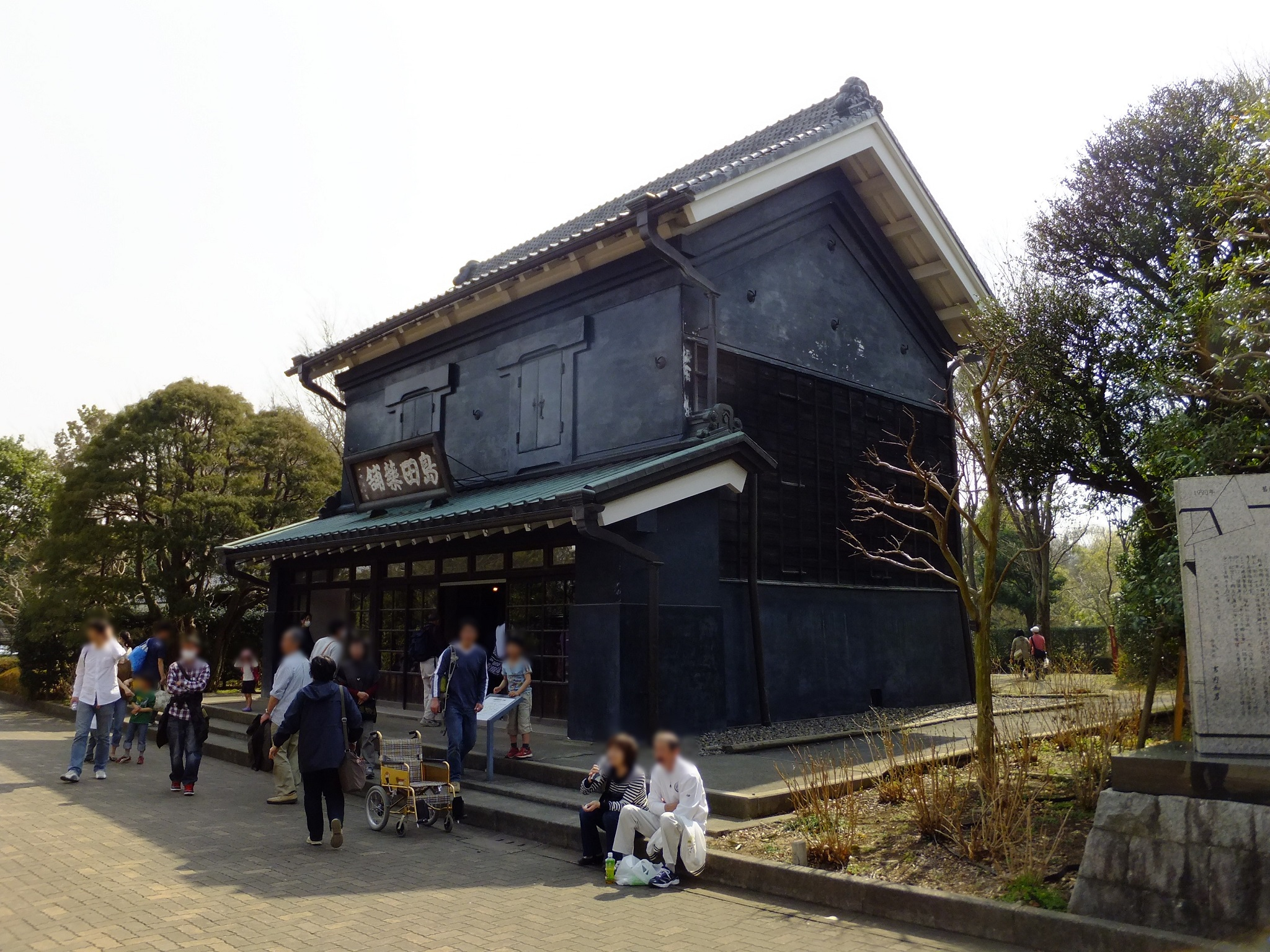
旧島田家住宅
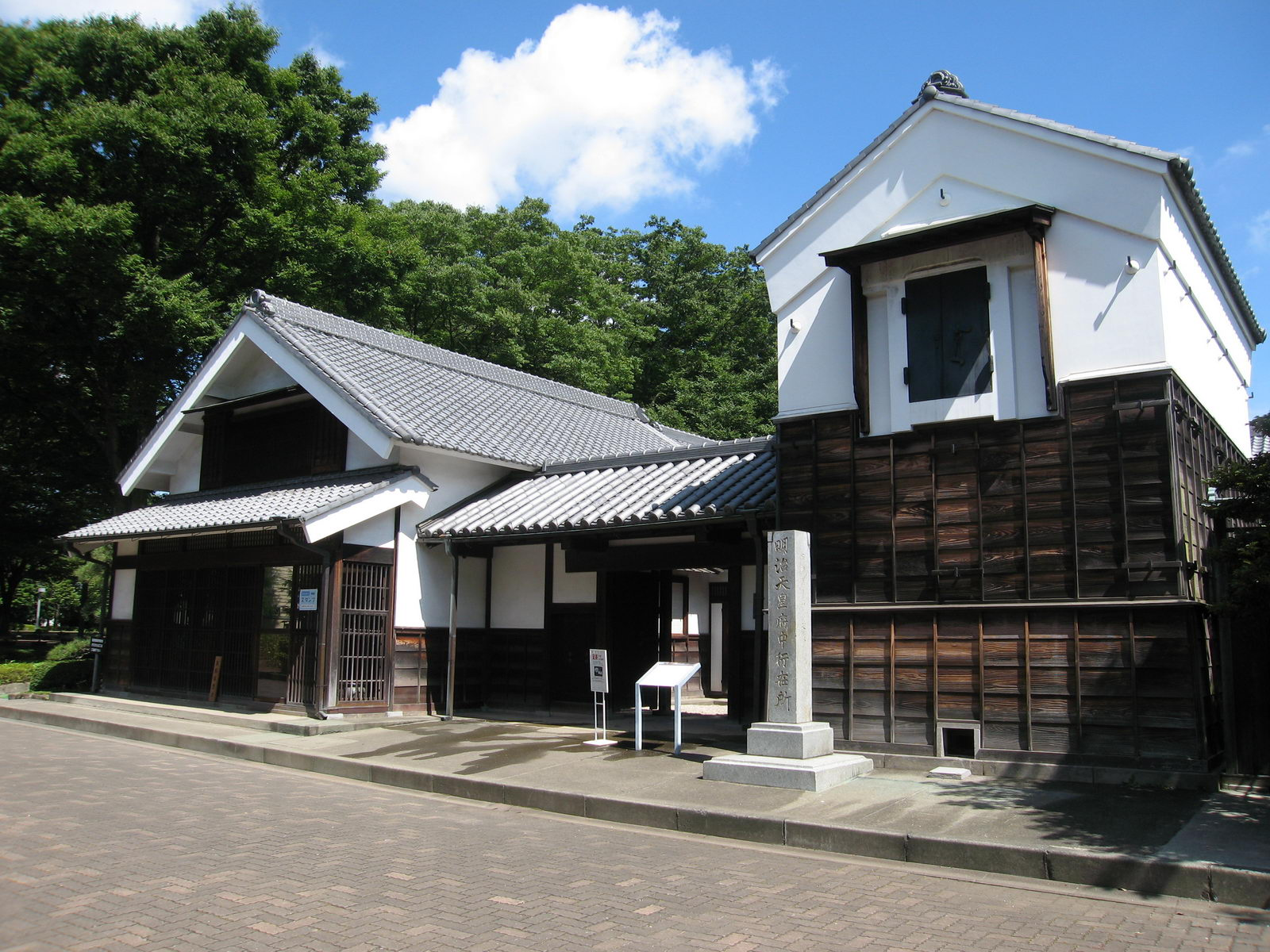
旧田中家住宅（府中宿の大店）
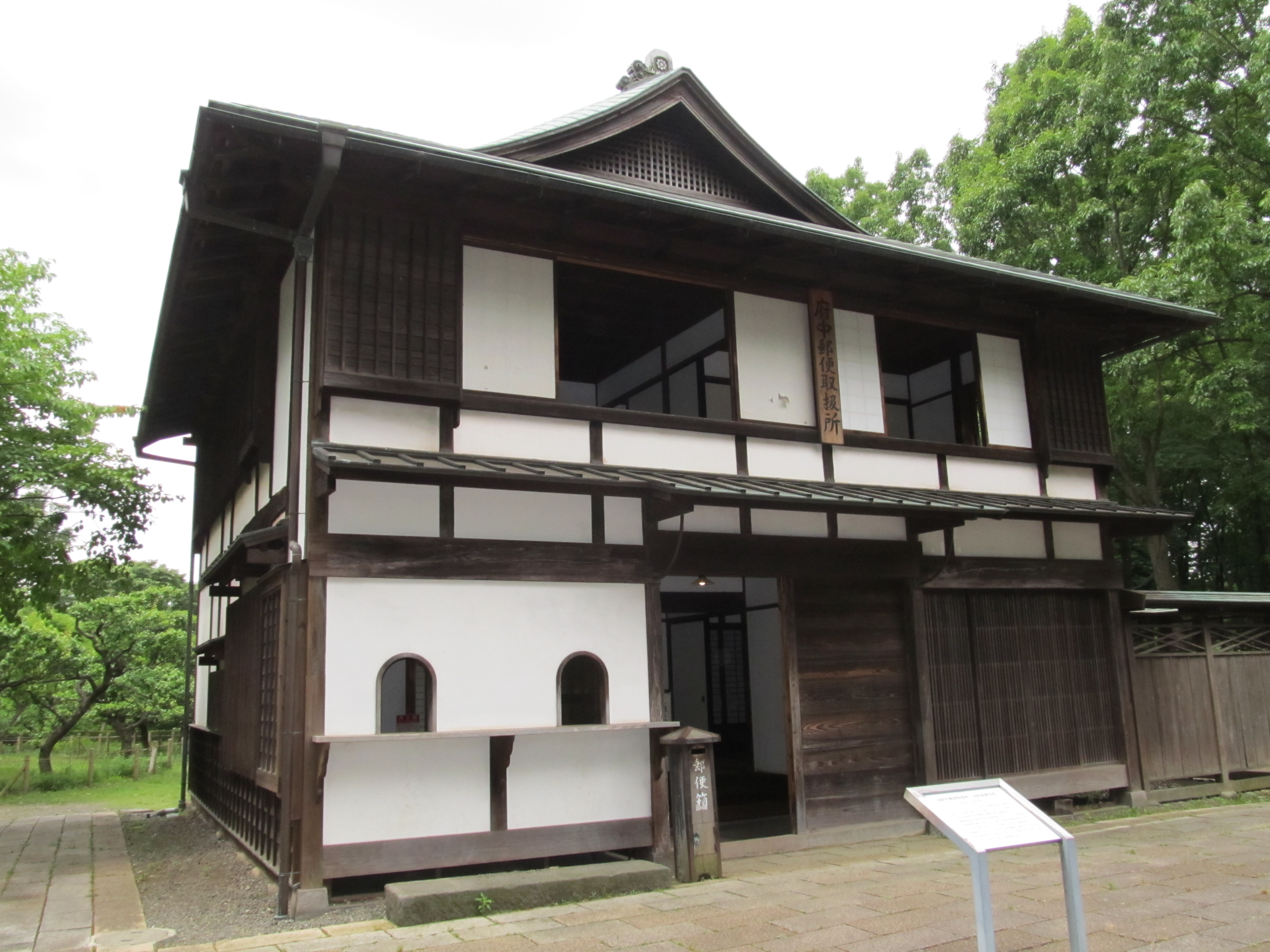
旧府中郵便取扱所（旧矢島家住宅）
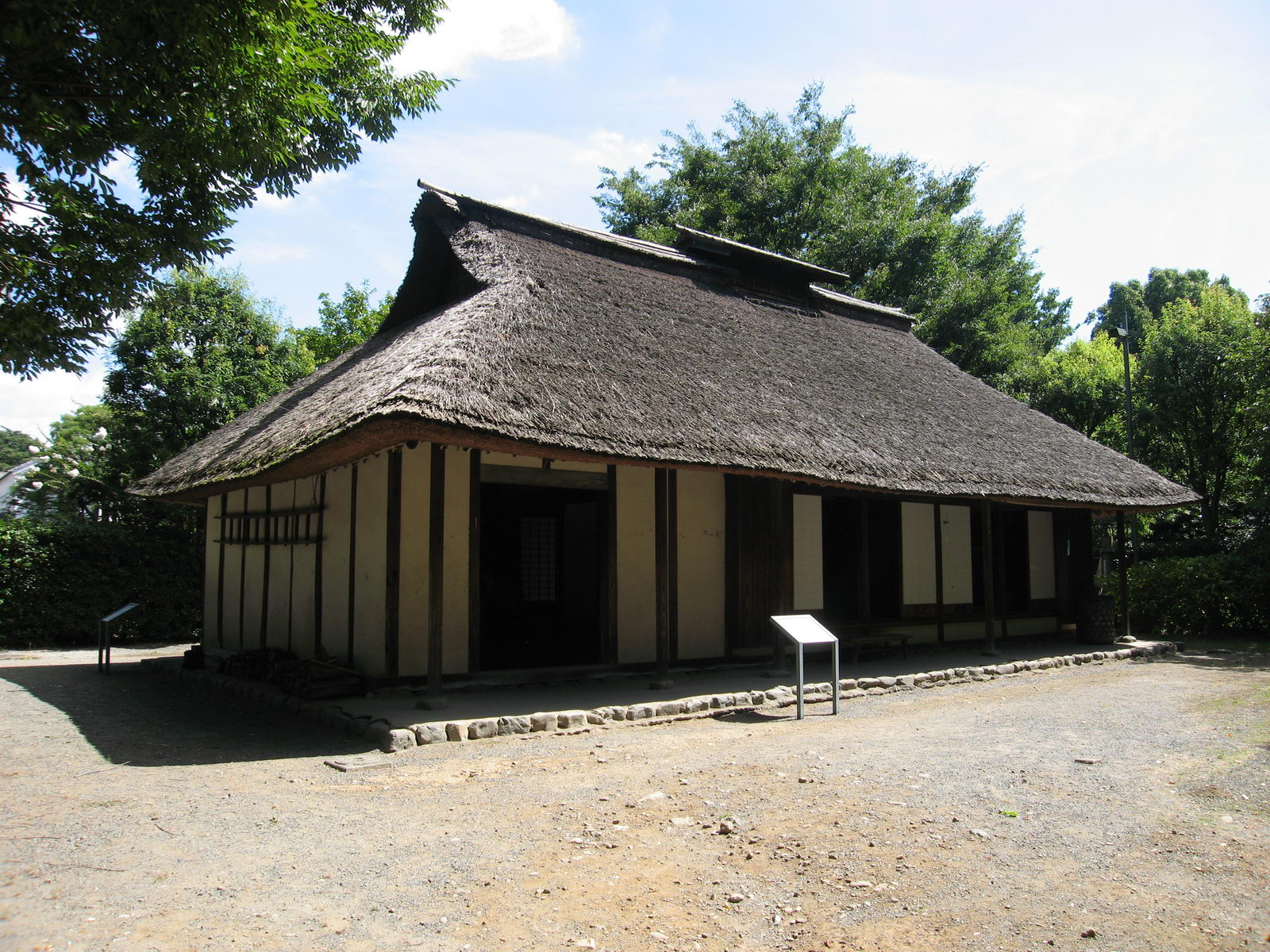
旧河内家住宅
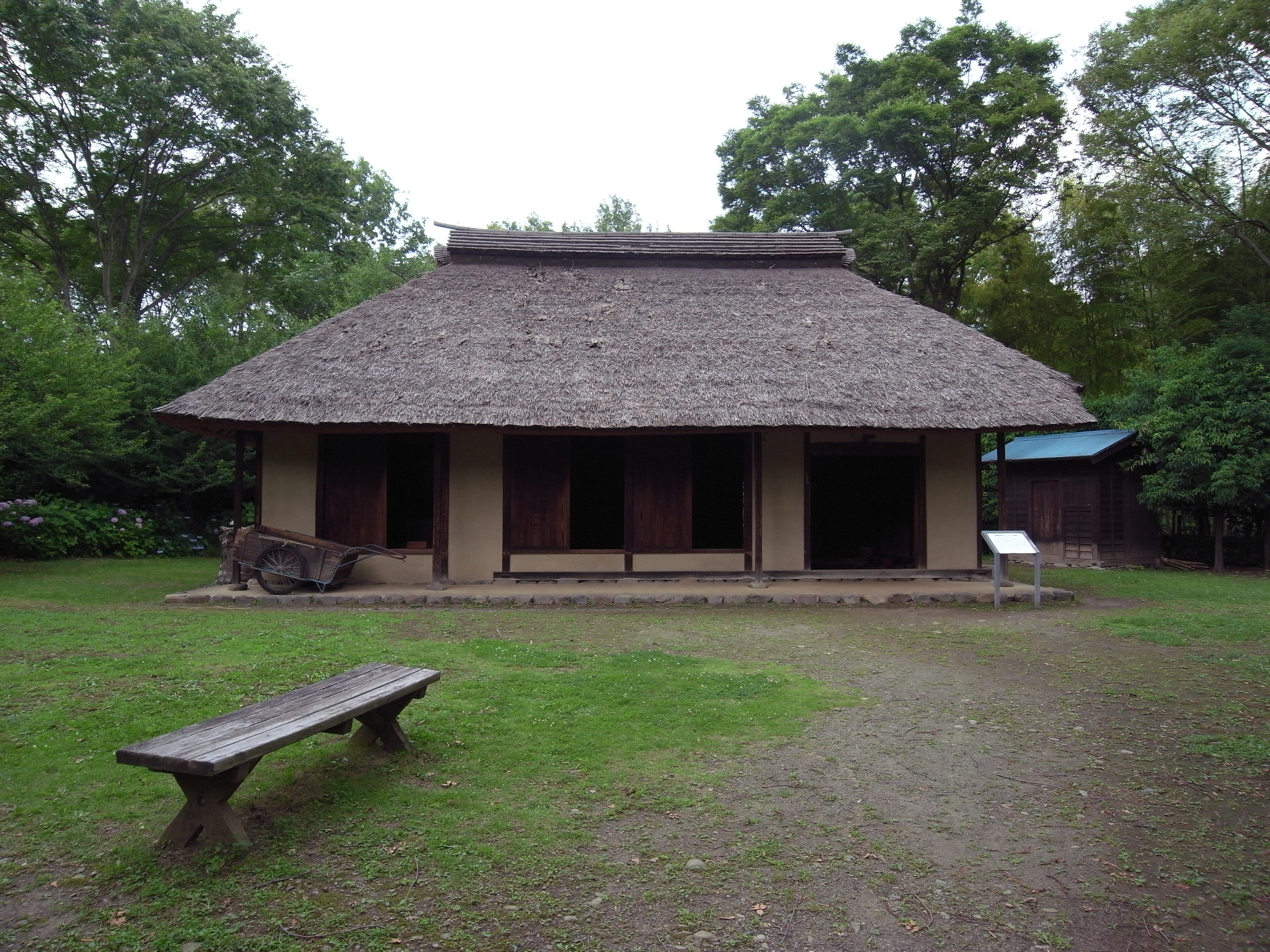
旧越智家住宅
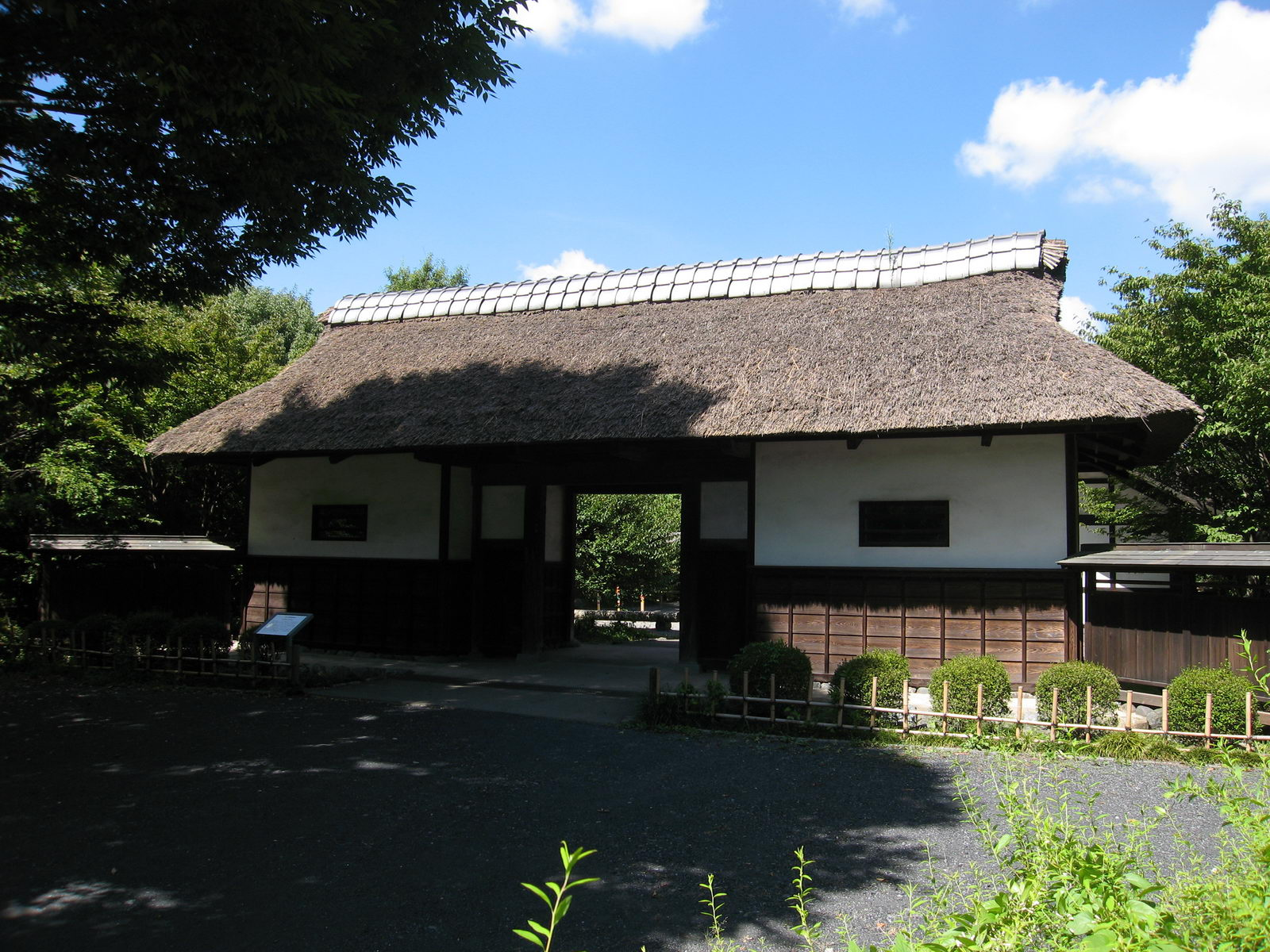
旧三岡家長屋門
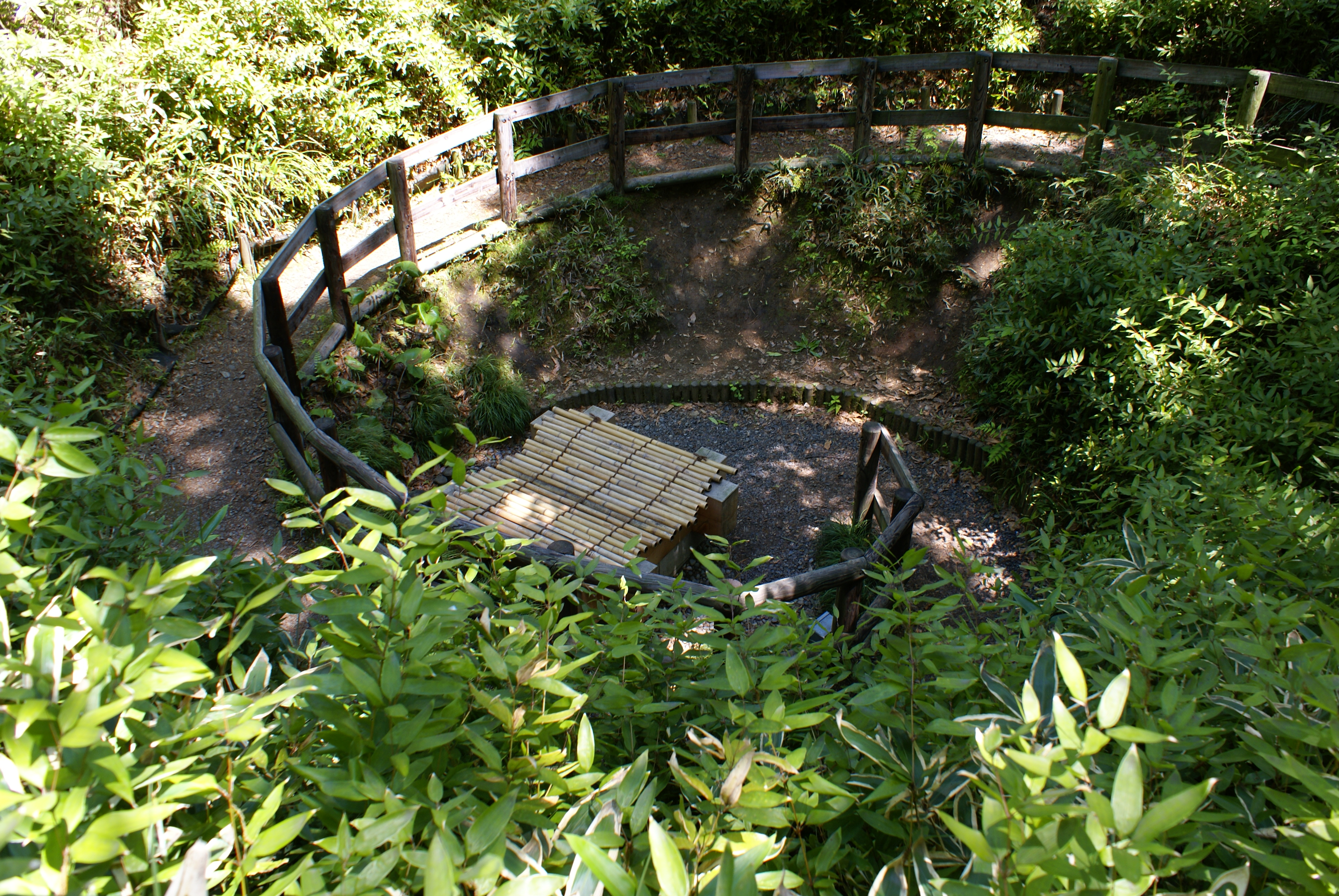
まいまいず井戸
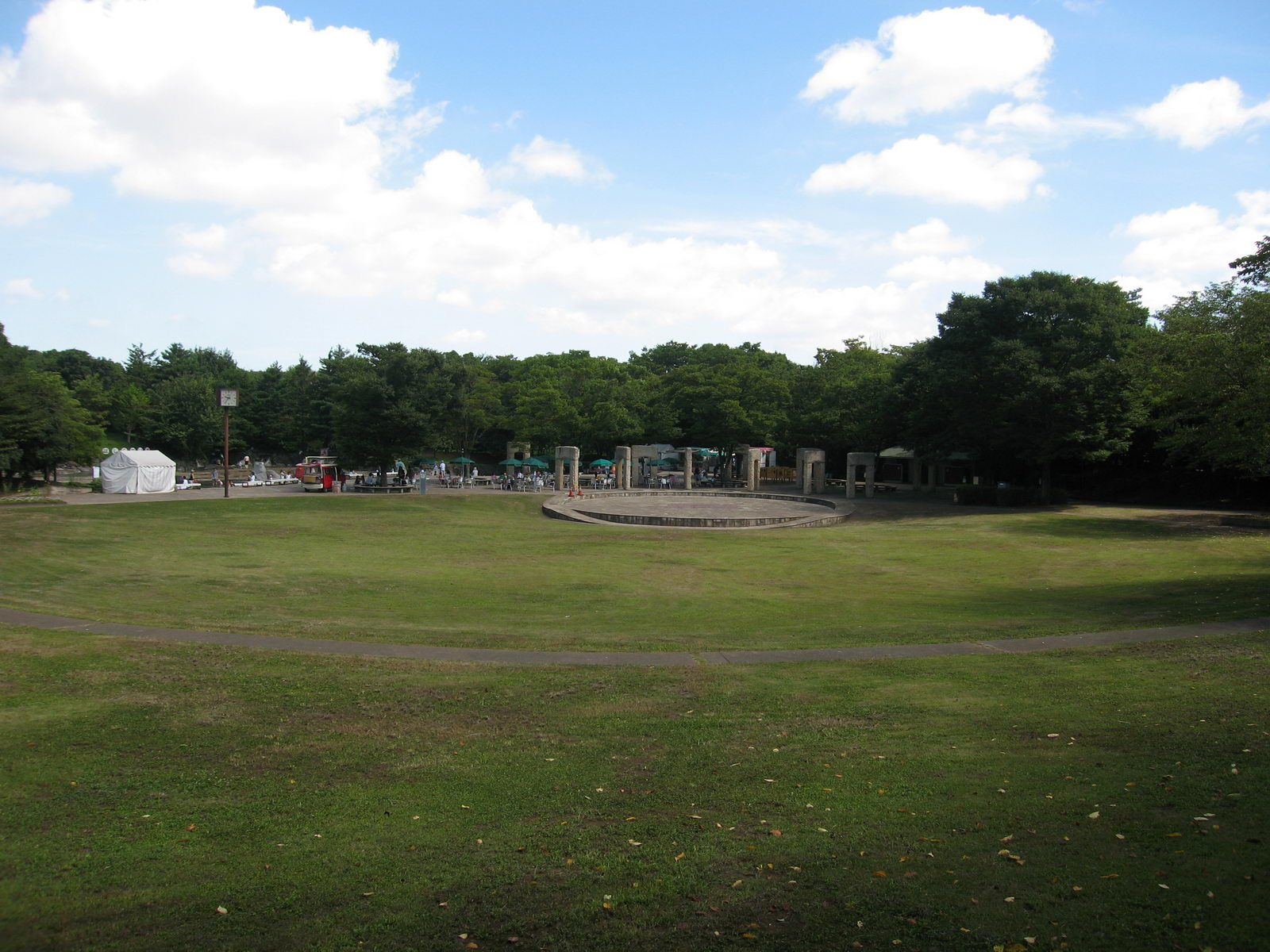
芝生広場・野外ステージ
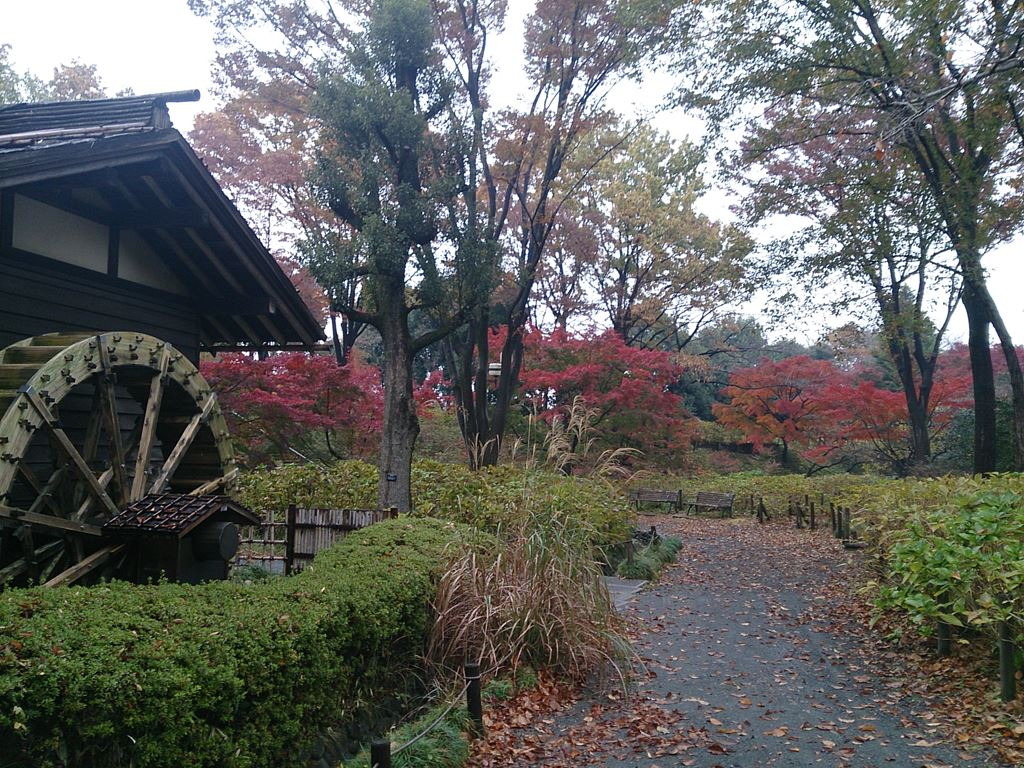
水車小屋
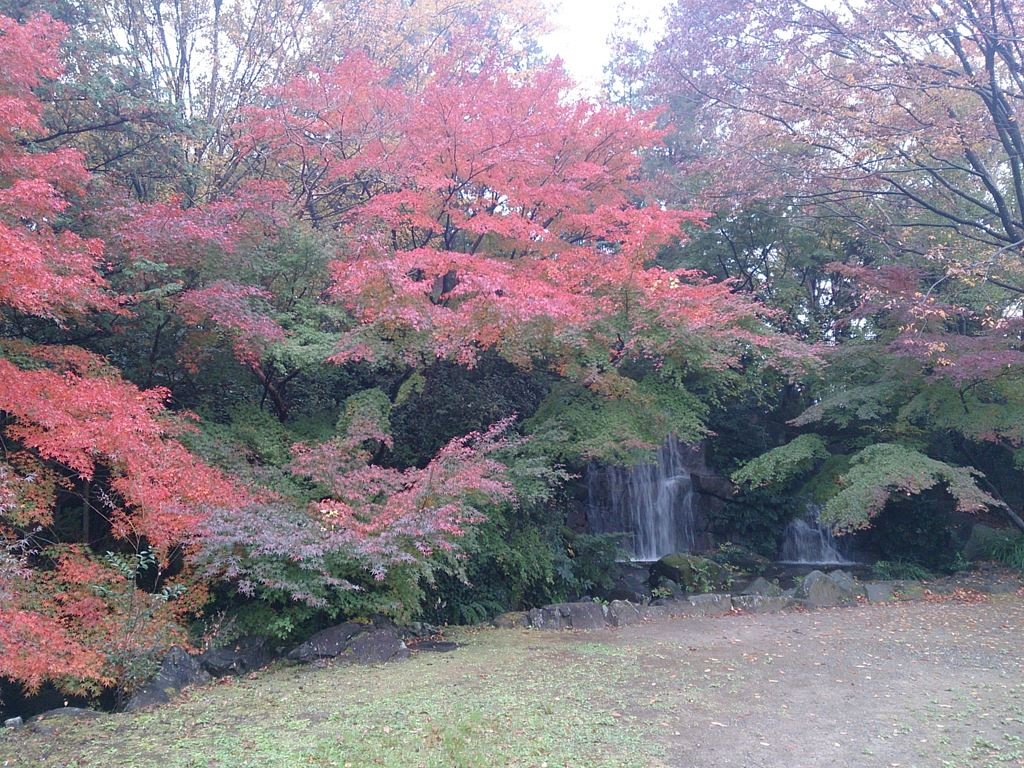
滝
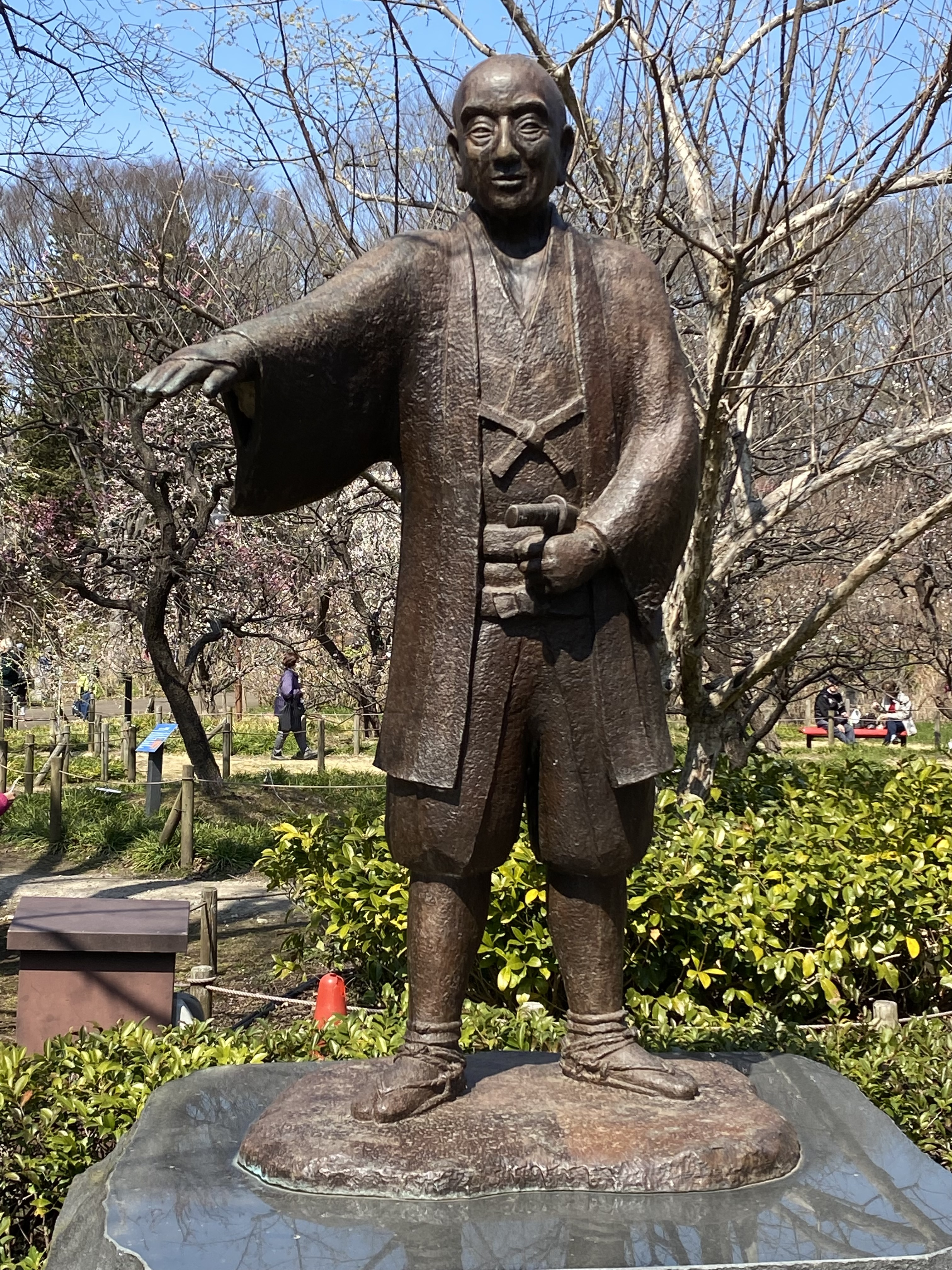
川崎平右衛門像

## イベント

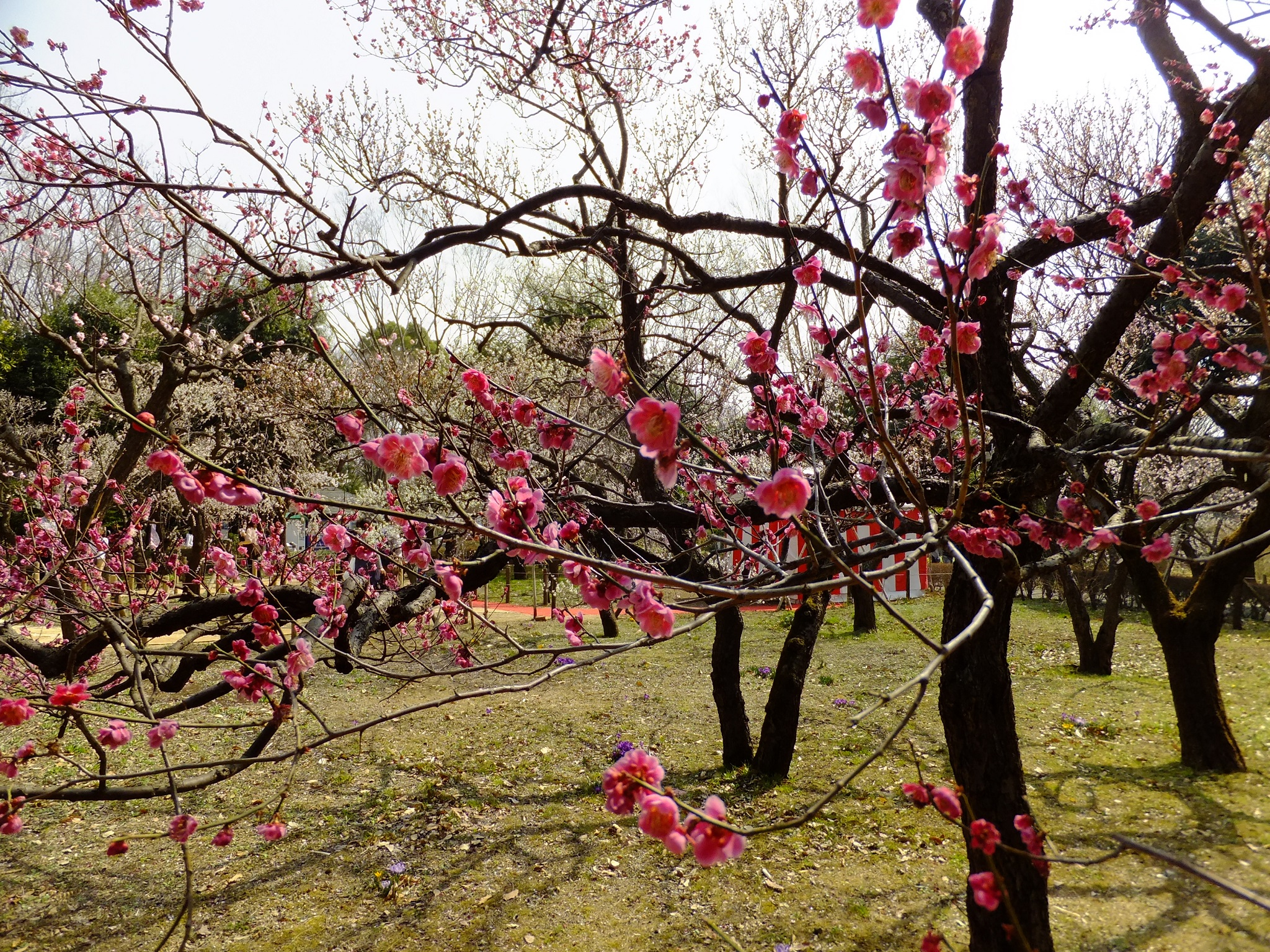
梅園

- 梅まつり（概ね2月中。1年で最も賑わう時期である）
- あじさいまつり[4]
- 府中市農業まつり - 野菜の宝船
- 自然観察会・星空観望会・太陽観望会
- 各種講座

## 交通
中央自動車道の国立府中インターチェンジ・府中スマートインターチェンジから自動車で約10分。
分倍河原駅から博物館正門前までちゅうバス。
徒歩の場合最寄りは分倍河原駅、府中本町駅、是政駅、中河原駅の各駅から徒歩約20分～30分。

## 近隣の施設
- 府中市郷土の森公園（旧「府中市民健康センター」）